# 岐阜県立国際情報科学芸術アカデミー
岐阜県立国際情報科学芸術アカデミー（ぎふけんりつこくさいじょうほうかがくげいじゅつアカデミー、英: International Academy of Media Arts and Sciences）とは、かつて岐阜県大垣市に設置されていた専修学校。2001年に併設された情報科学芸術大学院大学とともに英称の頭文字をとってIAMAS（イアマス）と略された。
岐阜県行政改革アクションプランにより2011年度（平成23年度）から学生募集を停止し、在学生の卒業後、2012年3月をもって廃止となった。

## 沿革
- 1996年4月 - 設立。アートアンドメディア・ラボ科、マルチメディア・スタジオ科を設置。
- 2001年4月 - アートアンドメディア・ラボ科の学生募集を停止。
- 2002年3月 - アートアンドメディア・ラボ科を廃止。
- 2011年4月 - 本年度より学生募集停止。
- 2012年3月 - 在校生の卒業により学校廃止。

## 構成
- アートアンドメディア・ラボ科
- マルチメディア・スタジオ科
  - ANDコース [Advanced Network Design Course]
  - CGIコース [Computer Generated Image Course]
  - DITコース [Designing for Information Technology Course]
  - DSPコース [Dynamic Sensory Programming Course]

## 教員
- 学長
  - 坂根厳夫
- 1997年度の教員
  - 関口敦仁 - 教授
  - 高桑昌男 - 教授
  - 三輪眞弘 - 教授
  - 吉田茂樹 - 助教授
  - 今枝甫 - 講師
  - Eric Lyon - 講師
  - 小田英之 - 講師
  - Gayle. D. Pavola - 講師
  - 平林真実 - 講師
  - 平野治朗 - 講師
  - 神成淳司 - 助手
  - 鈴木宣也 - 助手
  - 山元史朗 - 助手
  - 客員芸術家
    - 岩井俊雄

## 所在地
- 岐阜県大垣市領家町3丁目95番地

## その他
校舎
本校舎 - 旧・大垣市立大垣第一女子高等学校の校舎
マルチメディア工房 - 1998年第50回日本建築学会賞作品賞。設計は、SANAA（妹島和世・西沢立衛）。